# Greet Buyle
Greta (Greet) Buyle (21 juni 1951) is een voormalig Belgisch senator.

## Levensloop
Buyle, beroepshalve welzijnswerker bij het CGSO, werd politiek actief voor Agalev.
Van 1991 tot 1995 zetelde ze voor deze partij in de Belgische Senaat als gecoöpteerd senator voor de provincie Brabant.
Haar dochter Sara Matthieu zetelt voor Groen in het Europees Parlement.

## Bron
- Laureys, V., Van den Wijngaert, M., De geschiedenis van de Belgische Senaat 1831-1995, Lannoo, 1999.